# Mathewsia collina
Mathewsia collina är en korsblommig växtart som beskrevs av Ivan Murray Johnston. Mathewsia collina ingår i släktet Mathewsia och familjen korsblommiga växter. Inga underarter finns listade i Catalogue of Life.